# Monika Prünster
Monika Prünster (* 22. Februar 1984 in Meran) ist eine italienische Handballspielerin auf der Position der Torhüterin, die sowohl in der Halle als auch im Beachhandball italienische Nationalspielerin ist.

## Hallenhandball
Monik Prünster begann 1996 beim Serie-A2-Club (zweite Liga) ASC Schenna mit dem Handballspielen. Sie blieb bis 2010 im Verein und wechselte dann zum Spitzenclub und amtierenden erstmaligen italienischen Meister PDO Handball Salerno 1985 in die Serie A1 (erste Liga). Schon in ihrer ersten Saison gewann sie 2011 mit dem Verein ihre erste Meisterschaft, die nächsten Titel folgten 2013 und 2014. 2012, 2013 und 2014 wurde zudem dreimal in Folge der italienische Pokal gewonnen, 2012 und 2013 der Supercup. Von 2014 bis 2016 spielte sie für die Futura-Mannschaft Esercito-FIGH Futura Roma, der als Verein des Verbandes die Qualität des italienischen Handballsports heben sollte und nicht am Ligaspielbetrieb teilnahm, sondern gegen Mannschaften aus Kroatien, Montenegro, Slowenien, Ungarn und Tunesien spielte. Nachdem die Qualifikation für die Olympischen Sommerspiele 2016 in Rio de Janeiro gescheitert war, wurde der Verein nach sechs Jahren des Bestehens wieder aufgelöst, Prünster kehrte zu Salerno zurück, wo in den beiden Jahren von Prünsters Abwesenheit im Rennen um den nationalen Titel Amatori Conversano der Vortritt gelassen werden musste. Schon im ersten Jahr nach der Rückkehr konnte 2017 wieder der Titel gewonnen werden, ebenso 2018. 2018 wurde zudem der italienische Supercup gewonnen. Im selben Jahr wechselte Prünster nach Polen zu SPR Pogoń Stettin. Sie erreichte mit dem Verein das Pokalfinale, unterlag dort aber MKS Zagłębie Lubin. Nach der Saison wurde der Verein aufgelöst und Prünster wechselte zurück nach Italien in ihre Heimat Südtirol, wo sie sich dem ambitionierten SSV Brixen Damen Handball anschloss, der als Sammelbecken der talentiertesten Spielerinnen der südtiroler Vereine dient und nach der letzten Meisterschaft 1985 wieder die Meisterschaft erreichen möchte. Als erstes gewann sie mit Brixen nach der Rückkehr den italienischen Supercup. Im ersten Jahr lag der Verein kurz vor dem Ende der regulären Saison auf dem dritten Rang, direkt hinter Prünsters vormaligen Verein Salerno. Aufgrund der COVID-19-Pandemie wurde die Saison jedoch vorzeitig abgebrochen.
Häufig spielte Prünster mit ihren Vereinen auch bei internationalen Clubwettbewerben. 2013/14 erreichte sie mit Salerno die dritte Runde des Europapokal der Pokalsieger, schied dort gegen die Norwegerinnen von Tertnes IL aus. Zudem spielten sie in der EHF Champions League, schied aber schon in der Qualifikationsphase aus. 2016/17 spielte Prünster mit Salerno im EHF Challenge Cup, scheiterte mit der Mannschaft aber erneut in der dritten Runde, dieses Mal an den Isländerinnen von Haukar Hafnarfjörður. Im EHF-Pokal der Frauen 2017/18 schied Salerno schon in der ersten Runde gegen Cercle Dijon Bourgogne aus Frankreich aus. Den größten Erfolg in einem europäischen Wettbewerb erreichte Prünster mit Stettin in der Saison 2018/19 im Challenge Cup, wo sie das Finale erreichte und erst dort Rocasa Gran Canaria ACE aus Spanien unterlag. Zurück in Brixen nahm sie 2019/20 mit ihrer Mannschaft wieder am Challenge Cup teil und schied im Viertelfinale gegen die Niederländerinnen von JuRo Unirek VZV aus. Im EHF European Cup schied Brixen 2020/21 schon in der zweiten Runde gegen İzmir Büyükşehir Belediyesi GSK kampflos aus. Mit dem SSV Brixen gewann sie 2022 und 2024 die italienische Meisterschaft sowie 2022 den italienischen Pokal.
In der Nationalmannschaft debütierte Prünster im Oktober 2010 und gehört ihr seitdem an. Für ein Turnier konnte sie sich mit ihrem Nationalteam abgesehen von den Mittelmeerspielen 2013, wo sie mit ihrer Mannschaft Achte wurde, und 2018, wo sie Sechste wurde, nicht qualifizieren. Sie ist Spielführerin der Mannschaft.

## Beachhandball
Im Beachhandball gehört Prünster seit 2015 der italienischen Nationalmannschaft an. Ihr erstes Turnier bestritt sie bei den Europameisterschaften 2015 in Lloret de Mar. Italien startete mit einer sehr guten Leistung in das Turnier, fünf der sechs Vorrundenspiele konnten gewonnen werden. Nur weil Ungarn, gegen die man verloren hatte, und Russland bei derselben Siegquote eine bessere Treffer-Differenz aufwiesen, war Italien nur Gruppendritte. Da man mit Ungarn in die Hauptrunden-Gruppe kam und dort noch gegen Spanien und die Ukraine verloren, beendeten sie die Hauptrunde als Gruppenletzte. Im Viertelfinale traf Italien somit auf die Ersten der anderen Gruppe, die Niederlande, konnten diese aber im Shootout schlagen. Im Halbfinale unterlag Italien erneut den späteren Titelträgerinnen aus Ungarn, konnte aber im Spiel um die Bronzemedaille dieses Mal Spanien schlagen. Beide Spiele wurden erst im Shootout entschieden. In den Gruppenspielen gegen Serbien und Russland erzielte Prünster, die alle Spiele betritt, jeweils zwei Punkte. Prünster wurde als beste Torhüterin des Turniers ausgezeichnet und in das All-Star-Team gewählt. Bei den Mittelmeer-Beachgames 2015 in Pescara gewann Prünster mit der italienischen Mannschaft den Titel und schlug im Finale die Auswahl Griechenlands.
Im Jahr darauf trat Prünster mit Italien bei den Weltmeisterschaften 2016 in Budapest an. Während in der Vorrunde gegen die europäischen Konkurrentinnen aus Spanien und Ungarn verloren wurde, konnten die außereuropäischen Mannschaften aus Ungarn, Australien und Argentinien geschlagen werden. Als Gruppendritte zog Italien in die Hauptrunde ein. Hier gab es eine deutliche Niederlage gegen das Weltklasse-Team aus Brasilien, ebenso gegen Norwegen. Einzig gegen die Vertretung aus Taiwan konnte im Shootout gewonnen werden. Damit verpasste Italien als gruppenvorletzte Mannschaft das Halbfinale und spielte noch einmal gegen Taiwan um den Abschlussrang fünf, das Spiel wurde in zwei Sätzen von Italien für sich entschieden.
Die Europameisterschaften 2017 am Jarun-See in Zagreb verliefen für Italien eher schwach. Nur die beiden Auftaktspiele gegen Kroatien und die Schweiz konnten von Prünster und ihrer Mannschaft zunächst gewonnen werden. Danach wurden sowohl die beiden Vorrunden-Gruppenspiele als auch alle Spiele der Hauptrunde gingen danach verloren. Als Gruppenletzte zogen die Italienerinnen in die Gruppenspiele um die Platz neun bis 12 ein. Erst das allerletzte Spiel gegen die Ukraine konnte noch einmal gewonnen werden, womit Italien am Ende den elften Platz von 15 Mannschaften belegte. Prünster kam in allen Spielen zum Einsatz, erzielte aber keine Treffer.

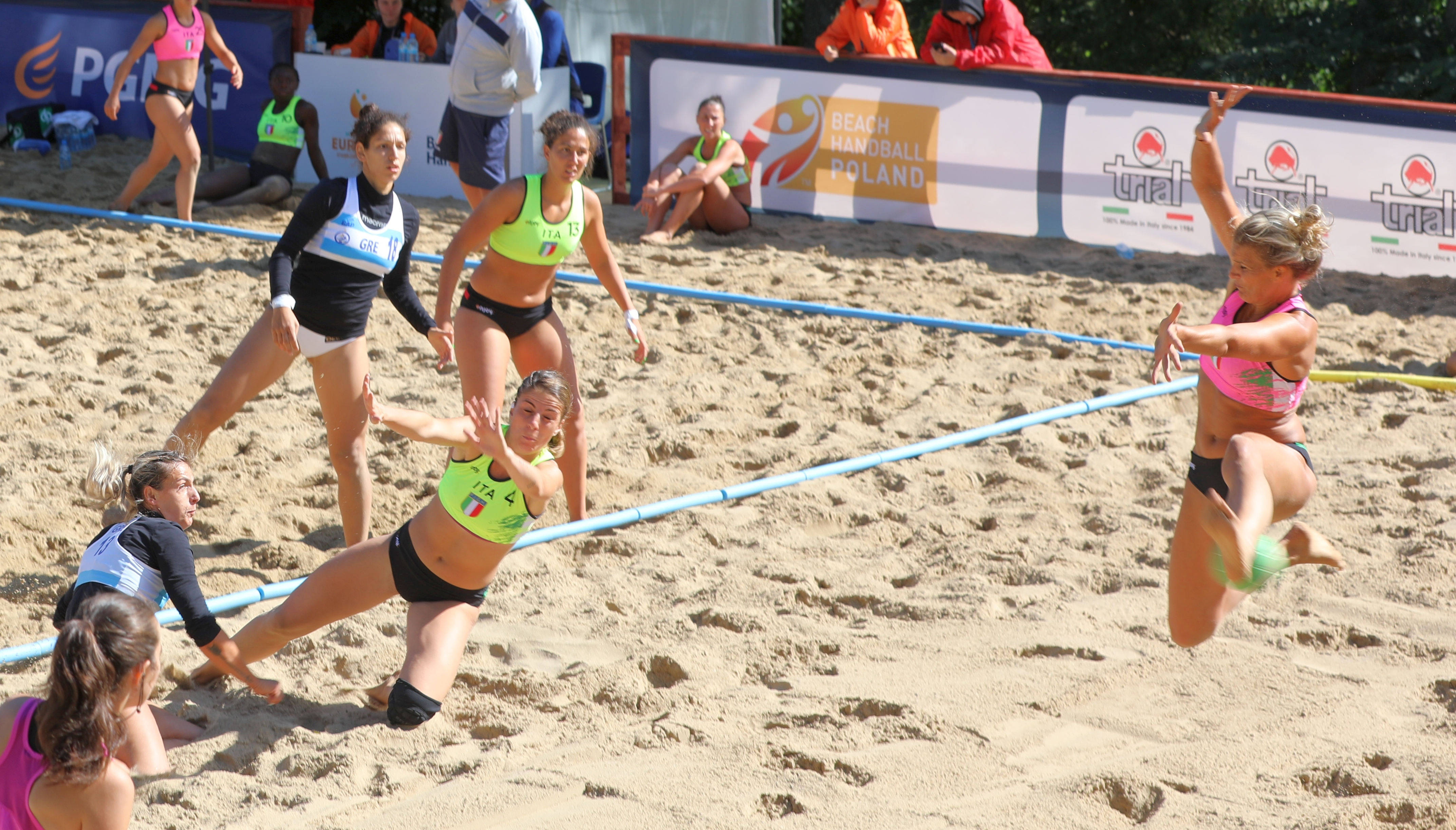
Prünster (rechts, pink) versucht vergeblich den Wurf von Dafina Dimitri (#13) im Vorrundenspiel der EM 2019 gegen Griechenland zu halten; Ilaria Dalla Costa (#4) versucht den Wurf zu behindern, Elisavet Mastaka (#18) und Lucila Maria Stettler (#13) können nur noch zusehen

Auch die Europameisterschaften 2019 im polnischen Stare Jabłonki verliefen für Prünster und Italien ähnlich schwach. Mit Slowenien und der Schweiz konnten erneut nur zwei Mannschaften geschlagen werden und Italien ging mit einer Hypothek von zwei Niederlagen in die Hauptrunde, wo auch die drei weiteren Spiele verloren wurden. Damit war Italien Gruppenletzte und musste in Überkreuz-Spielen um die Ränge zwischen neun und 16 spielen. Auch hier wurde zunächst im Shootout gegen die Türkei verloren, bevor gegen Portugal wieder gewonnen werden konnte. Im abschließenden Spiel um den 13. Platz unterlag Italien Frankreich und belegte den 14. von 20 Mannschaften. Einmal mehr bestritt Prünster alle zehn Spiele und erzielte gegen Slowenien und Portugal jeweils zwei Punkte. Bei den Mittelmeer-Beachgames 2019 in Patras gewann Prünster mit Italien die Bronzemedaille gegen Tunesien, nachdem Italien im Halbfinale im Shootout an Portugal gescheitert war.

## Erfolge
| Italienische Meisterschaft (Halle) - : 2011, 2013, 2014, 2017, 2018, 2022, 2024 Italienischer Pokal (Halle) - : 2012, 2013, 2014, 2022 Italienischer Supercup (Halle) - : 2012, 2013, 2018, 2019 | EHF Challenge Cup - : 2019 Europameisterschaften (Beach) - : 2015 Mittelmeerspiele (Beach) - : 2019 - : 2015 |